# Bàdminton als Jocs Olímpics d'estiu de 2024 - Individual masculí
La prova individual masculina de bàdminton als Jocs Olímpics de París 2024 va ser la 9a edició de l'esdeveniment en unes Olimpíades. La prova es va disputar entre el 27 de juliol i el 5 d'agost del 2024 a l'Arena Porte de la Chapelle de París.
El danès Viktor Axelsen va guanyar la medalla d'or, després d'imposar-se a la final al tailandès Kunlavut Vitidsarn, per 2 sets a 0 (21-11 i 21-11). La medalla de plata del tailandès, va suposar la primera medalla olímpica en bàdminton pel país asiàtic en tota la seva història. La medalla de bronze va ser pel malaisi Lee Zii Jia qui va guanyar a l'indi Lakshya Sen per 2 sets a 1 (13-21, 21-16 i 21-11).
L'equip de la Xina és la selecció més guardonada, amb 4 medalles d'or, 2 medalles de plata i 3 medalles de bronze, en les 9 edicions que l'esdeveniment ha estat present als Jocs Olímpics. El xinès Lin Dan i el danès Viktor Axelsen, amb 2 medalles d'or cadascú, són els jugadors més guardonats en tota la història de la competició.

## Format
Tots els jugadors classificats van entrar en un sorteig, on hi va haver 16 caps de sèrie, segons el rànquing de classificació olímpic. La competició es va disputar en 2 etapes, la fase de grups i les rondes eliminatòries. Hi va haver 13 grups (11 grups amb 3 jugadors i 2 grups amb 4 jugadors), que van jugar tots contra tots. Tots els campions de grup es classificaven per la ronda eliminatòria. El guanyador de cada partit passava de ronda i el perdedor quedava eliminat. Els dos guanyadors de les semifinals van jugar la final per aconseguir la medalla d'or i els perdedors van disputar el partit per aconseguir la medalla de bronze. Els partits es jugaven a 3 sets de 21 punts cadascun i s'havia de guanyar per 2 punts de diferència, excepte si s'arribava als 30 punts. El primer que guanyava 2 sets era el guanyador del partit.

## Classificació
32 atletes es van classificar per la prova masculina individual, mitjançant el rànquing de classificació olímpica de la Federació Internacional de Bàdminton, que es va tancar el 30 d'abril de 2024. Els llocs de classificació es van assignar als països i no als jugadors classificats i després van ser les federacions qui van escollir als participants. A més, hi va haver 7 places reassignades i 2 places universals.
| Esdeveniment                      | Places | País          | Atleta classificat        |
| --------------------------------- | ------ | ------------- | ------------------------- |
| Rànquing olímpic                  | 32     | Dinamarca     | Viktor Axelsen            |
| Rànquing olímpic                  | 32     | Xina          | Shi Yuqi                  |
| Rànquing olímpic                  | 32     | Indonèsia     | Jonatan Christie          |
| Rànquing olímpic                  | 32     | Dinamarca     | Anders Antonsen           |
| Rànquing olímpic                  | 32     | Japó          | Kodai Naraoka             |
| Rànquing olímpic                  | 32     | Xina          | Li Shifeng                |
| Rànquing olímpic                  | 32     | Indonèsia     | Anthony Sinisuka Ginting  |
| Rànquing olímpic                  | 32     | Tailàndia     | Kunlavut Vitidsarn        |
| Rànquing olímpic                  | 32     | Índia         | Prannoy H.S.              |
| Rànquing olímpic                  | 32     | Malàisia      | Lee Zii Jia               |
| Rànquing olímpic                  | 32     | Japó          | Kenta Nishimoto           |
| Rànquing olímpic                  | 32     | Singapur      | Loh Kean Yew              |
| Rànquing olímpic                  | 32     | Índia         | Lakshya Sen               |
| Rànquing olímpic                  | 32     | Taipei        | Chou Tien-chen            |
| Rànquing olímpic                  | 32     | Hong Kong     | Lee Cheuk Yiu             |
| Rànquing olímpic                  | 32     | França        | Toma Junior Popov         |
| Rànquing olímpic                  | 32     | Canadà        | Brian Yang                |
| Rànquing olímpic                  | 32     | Guatemala     | Kevin Cordón              |
| Rànquing olímpic                  | 32     | Irlanda       | Nhat Nguyen               |
| Rànquing olímpic                  | 32     | Bèlgica       | Julien Carraggi           |
| Rànquing olímpic                  | 32     | Corea del Sud | Jeon Hyeok-jin            |
| Rànquing olímpic                  | 32     | Brasil        | Ygor Coelho               |
| Rànquing olímpic                  | 32     | Israel        | Misha Zilberman           |
| Rànquing olímpic                  | 32     | Txèquia       | Jan Louda                 |
| Rànquing olímpic                  | 32     | El Salvador   | Uriel Canjura             |
| Rànquing olímpic                  | 32     | Finlàndia     | Kalle Koljonen            |
| Rànquing olímpic                  | 32     | Azerbaijan    | Ade Resky Dwicahyo        |
| Rànquing olímpic                  | 32     | Mèxic         | Luis Ramón Garrido        |
| Rànquing olímpic                  | 32     | Espanya       | Pablo Abián               |
| Rànquing olímpic                  | 32     | Kazakhstan    | Dmitriy Panarin           |
| Rànquing olímpic                  | 32     | Nigèria       | Anuoluwapo Juwon Opeyori  |
| Rànquing olímpic                  | 32     | Maurici       | Julien Paul               |
| Reassignació plaça país amfitrió  | 1      | Sri Lanka     | Viren Nettasinghe         |
| Reassignació plaça torneig dobles | 3      | Itàlia        | Giovanni Toti             |
| Reassignació plaça torneig dobles | 3      | Vietnam       | Le Duc Phat               |
| Reassignació plaça torneig dobles | 3      | Alemanya      | Fabian Roth               |
| Reassignació plaça declinada      | 3      | Estats Units  | Howard Shu                |
| Reassignació plaça declinada      | 3      | Suïssa        | Tobias Künzi              |
| Reassignació plaça declinada      | 3      | Àustria       | Collins Valentine Filimon |
| Places universals                 | 2      | Nepal         | Prince Dahal              |
| Places universals                 | 2      | Surinam       | Sören Opti                |

## Fase de grups
Els 13 primers jugadors del rànquing olímpic són els caps de sèrie del torneig.
Els que quedin primers en els grups A, E i P es classifiquen directament pels quarts de final. Els que quedin primers a la resta de grups, es classifiquen pels vuitens de final. La resta de jugadors són eliminats.

### Grup A
| Posició | Jugador       | J | G | P | SF | SC | DS | PF | PC | DP  | Punts |
| ------- | ------------- | - | - | - | -- | -- | -- | -- | -- | --- | ----- |
| 1       | Shi Yuqi      | 1 | 1 | 0 | 2  | 0  | +2 | 42 | 19 | +23 | 1     |
| 2       | Giovanni Toti | 1 | 0 | 1 | 0  | 2  | -2 | 19 | 42 | -23 | 0     |
| 3       | Sören Opti    | 0 | 0 | 0 | 0  | 0  | +0 | 0  | 0  | +0  | 0     |

| Data      | Hora   | Jugador 1     | Resultat | Jugador 2     | Set 1 | Set 2 | Set 3 |
| --------- | ------ | ------------- | -------- | ------------- | ----- | ----- | ----- |
| 27 juliol | 11:00h | Shi Yuqi      | 2 - 0    | Sören Opti    | 21-5  | 21-7  |       |
| 29 juliol | 10:10h | Giovanni Toti | Retirat  | Sören Opti    | 21-8  | 4-1   |       |
| 31 juliol | 10:10h | Shi Yuqi      | 2 - 0    | Giovanni Toti | 21-9  | 21-10 |       |

### Grup C
| Posició | Jugador            | J | G | P | SF | SC | DS | PF | PC | DP  | Punts |
| ------- | ------------------ | - | - | - | -- | -- | -- | -- | -- | --- | ----- |
| 1       | Kunlavut Vitidsarn | 1 | 1 | 0 | 2  | 0  | +2 | 42 | 21 | +21 | 1     |
| 2       | Julien Paul        | 1 | 0 | 1 | 0  | 2  | -2 | 21 | 42 | -21 | 0     |
| 3       | Kalle Koljonen     | 0 | 0 | 0 | 0  | 0  | +0 | 0  | 0  | +0  | 0     |

| Data      | Hora   | Jugador 1          | Resultat | Jugador 2      | Set 1 | Set 2 | Set 3 |
| --------- | ------ | ------------------ | -------- | -------------- | ----- | ----- | ----- |
| 27 juliol | 11:00h | Kunlavut Vitidsarn | 2 - 0    | Julien Paul    | 21-9  | 21-12 |       |
| 29 juliol | 9:20h  | Kalle Koljonen     | 2 - 0    | Julien Paul    | 21-9  | 21-10 |       |
| 31 juliol | 10:10h | Kunlavut Vitidsarn | Retirat  | Kalle Koljonen | 21-4  | 8-0   |       |

### Grup D
| Posició | Jugador         | J | G | P | SF | SC | DS | PF | PC | DP  | Punts |
| ------- | --------------- | - | - | - | -- | -- | -- | -- | -- | --- | ----- |
| 1       | Kenta Nishimoto | 2 | 2 | 0 | 4  | 0  | +4 | 84 | 48 | +36 | 2     |
| 2       | Brian Yang      | 2 | 1 | 1 | 2  | 2  | +0 | 74 | 70 | +4  | 1     |
| 3       | Dmitriy Panarin | 2 | 0 | 2 | 0  | 4  | -4 | 44 | 84 | -40 | 0     |

| Data      | Hora   | Jugador 1       | Resultat | Jugador 2       | Set 1 | Set 2 | Set 3 |
| --------- | ------ | --------------- | -------- | --------------- | ----- | ----- | ----- |
| 28 juliol | 8:30h  | Kenta Nishimoto | 2 - 0    | Dmitriy Panarin | 21-5  | 21-11 |       |
| 29 juliol | 15:40h | Brian Yang      | 2 - 0    | Dmitriy Panarin | 21-18 | 21-10 |       |
| 31 juliol | 14:50h | Kenta Nishimoto | 2 - 0    | Brian Yang      | 21-14 | 21-18 |       |

### Grup E
| Posició | Jugador                   | J | G | P | SF | SC | DS | PF | PC | DP  | Punts |
| ------- | ------------------------- | - | - | - | -- | -- | -- | -- | -- | --- | ----- |
| 1       | Anders Antonsen           | 2 | 2 | 0 | 4  | 0  | +4 | 84 | 52 | +32 | 2     |
| 2       | Ade Resky Dwicahyo        | 2 | 1 | 1 | 2  | 2  | +0 | 66 | 71 | -5  | 1     |
| 3       | Collins Valentine Filimon | 2 | 0 | 2 | 0  | 4  | -4 | 57 | 84 | -27 | 0     |

| Data      | Hora   | Jugador 1          | Resultat | Jugador 2                 | Set 1 | Set 2 | Set 3 |
| --------- | ------ | ------------------ | -------- | ------------------------- | ----- | ----- | ----- |
| 28 juliol | 19:30h | Anders Antonsen    | 2 - 0    | Collins Valentine Filimon | 21-10 | 21-18 |       |
| 29 juliol | 20:20h | Ade Resky Dwicahyo | 2 - 0    | Collins Valentine Filimon | 21-18 | 21-11 |       |
| 31 juliol | 16:30h | Anders Antonsen    | 2 - 0    | Ade Resky Dwicahyo        | 21-10 | 21-14 |       |

### Grup G
| Posició | Jugador           | J | G | P | SF | SC | DS | PF | PC | DP  | Punts |
| ------- | ----------------- | - | - | - | -- | -- | -- | -- | -- | --- | ----- |
| 1       | Lee Zii Jia       | 2 | 2 | 0 | 4  | 0  | +4 | 84 | 49 | +35 | 2     |
| 2       | Pablo Abián       | 2 | 1 | 1 | 2  | 2  | +0 | 65 | 70 | -5  | 1     |
| 3       | Viren Nettasinghe | 2 | 0 | 2 | 0  | 4  | -4 | 54 | 84 | -30 | 0     |

| Data      | Hora   | Jugador 1   | Resultat | Jugador 2         | Set 1 | Set 2 | Set 3 |
| --------- | ------ | ----------- | -------- | ----------------- | ----- | ----- | ----- |
| 28 juliol | 10:10h | Lee Zii Jia | 2 - 0    | Viren Nettasinghe | 21-14 | 21-12 |       |
| 30 juliol | 8:30h  | Pablo Abián | 2 - 0    | Viren Nettasinghe | 21-9  | 21-19 |       |
| 31 juliol | 14:50h | Lee Zii Jia | 2 - 0    | Pablo Abián       | 21-10 | 21-13 |       |

### Grup H
| Posició | Jugador                  | J | G | P | SF | SC | DS | PF  | PC | DP  | Punts |
| ------- | ------------------------ | - | - | - | -- | -- | -- | --- | -- | --- | ----- |
| 1       | Toma Junior Popov        | 2 | 2 | 0 | 4  | 1  | +3 | 101 | 78 | +23 | 2     |
| 2       | Anthony Sinisuka Ginting | 2 | 1 | 1 | 3  | 2  | +1 | 97  | 81 | +16 | 1     |
| 3       | Howard Shu               | 2 | 0 | 2 | 0  | 4  | -4 | 45  | 84 | -39 | 0     |

| Data      | Hora   | Jugador 1                | Resultat | Jugador 2         | Set 1 | Set 2 | Set 3 |
| --------- | ------ | ------------------------ | -------- | ----------------- | ----- | ----- | ----- |
| 28 juliol | 14:00h | Anthony Sinisuka Ginting | 2 - 0    | Howard Shu        | 21-14 | 21-8  |       |
| 30 juliol | 10:10h | Toma Junior Popov        | 2 - 0    | Howard Shu        | 21-11 | 21-12 |       |
| 31 juliol | 16:30h | Anthony Sinisuka Ginting | 1 - 2    | Toma Junior Popov | 19-21 | 21-17 | 15-21 |

### Grup I
| Posició | Jugador            | J | G | P | SF | SC | DS | PF | PC | DP  | Punts |
| ------- | ------------------ | - | - | - | -- | -- | -- | -- | -- | --- | ----- |
| 1       | Chou Tien-chen     | 2 | 2 | 0 | 4  | 0  | +4 | 84 | 61 | +23 | 2     |
| 2       | Lee Cheuk Yiu      | 2 | 1 | 1 | 2  | 3  | -1 | 88 | 85 | -3  | 1     |
| 3       | Luis Ramón Garrido | 2 | 0 | 2 | 1  | 4  | -3 | 73 | 99 | -26 | 0     |

| Data      | Hora   | Jugador 1      | Resultat | Jugador 2          | Set 1 | Set 2 | Set 3 |
| --------- | ------ | -------------- | -------- | ------------------ | ----- | ----- | ----- |
| 28 juliol | 16:30h | Chou Tien-chen | 2 - 0    | Luis Ramón Garrido | 21-17 | 21-13 |       |
| 30 juliol | 15:40h | Lee Cheuk Yiu  | 2 - 1    | Luis Ramón Garrido | 21-5  | 15-21 | 21-17 |
| 31 juliol | 15:40h | Chou Tien-chen | 2 - 0    | Lee Cheuk Yiu      | 21-18 | 21-13 |       |

### Grup J
| Posició | Jugador        | J | G | P | SF | SC | DS | PF | PC | DP  | Punts |
| ------- | -------------- | - | - | - | -- | -- | -- | -- | -- | --- | ----- |
| 1       | Kodai Naraoka  | 2 | 2 | 0 | 4  | 0  | +4 | 84 | 61 | +23 | 2     |
| 2       | Jeon Hyeok-jin | 2 | 1 | 1 | 2  | 2  | +0 | 68 | 73 | -5  | 1     |
| 3       | Ygor Coelho    | 2 | 0 | 2 | 0  | 4  | -4 | 66 | 84 | -18 | 0     |

| Data      | Hora   | Jugador 1      | Resultat | Jugador 2      | Set 1 | Set 2 | Set 3 |
| --------- | ------ | -------------- | -------- | -------------- | ----- | ----- | ----- |
| 28 juliol | 15:40h | Kodai Naraoka  | 2 - 0    | Ygor Coelho    | 21-16 | 21-19 |       |
| 30 juliol | 14:50h | Jeon Hyeok-jin | 2 - 0    | Ygor Coelho    | 21-12 | 21-19 |       |
| 31 juliol | 16:30h | Kodai Naraoka  | 2 - 0    | Jeon Hyeok-jin | 21-10 | 21-16 |       |

### Grup K
| Posició | Jugador      | J | G | P | SF | SC | DS | PF  | PC | DP  | Punts |
| ------- | ------------ | - | - | - | -- | -- | -- | --- | -- | --- | ----- |
| 1       | Prannoy H.S. | 2 | 2 | 0 | 4  | 1  | +3 | 100 | 74 | +26 | 2     |
| 2       | Le Duc Phat  | 2 | 1 | 1 | 3  | 2  | +1 | 86  | 78 | +8  | 1     |
| 3       | Fabian Roth  | 2 | 0 | 2 | 0  | 4  | -4 | 50  | 84 | -34 | 0     |

| Data      | Hora   | Jugador 1    | Resultat | Jugador 2   | Set 1 | Set 2 | Set 3 |
| --------- | ------ | ------------ | -------- | ----------- | ----- | ----- | ----- |
| 28 juliol | 16:30h | Prannoy H.S. | 2 - 0    | Fabian Roth | 21-18 | 21-12 |       |
| 30 juliol | 20:20h | Le Duc Phat  | 2 - 0    | Fabian Roth | 21-10 | 21-10 |       |
| 31 juliol | 19:30h | Prannoy H.S. | 2 - 1    | Le Duc Phat | 16-21 | 21-11 | 21-12 |

### Grup L
| Posició | Jugador          | J | G | P | SF | SC | DS | PF | PC  | DP  | Punts |
| ------- | ---------------- | - | - | - | -- | -- | -- | -- | --- | --- | ----- |
| 1       | Lakshya Sen      | 2 | 2 | 0 | 4  | 0  | +4 | 84 | 63  | +21 | 2     |
| 2       | Jonatan Christie | 2 | 1 | 1 | 2  | 3  | -1 | 90 | 90  | +0  | 1     |
| 3       | Julien Carraggi  | 2 | 0 | 2 | 1  | 4  | -3 | 81 | 102 | -21 | 0     |
| 4       | Kevin Cordón     | 0 | 0 | 0 | 0  | 2  | +0 | 0  | 0   | +0  | 0     |

| Data      | Hora   | Jugador 1        | Resultat | Jugador 2       | Set 1 | Set 2 | Set 3 |
| --------- | ------ | ---------------- | -------- | --------------- | ----- | ----- | ----- |
| 27 juliol | 15:40h | Lakshya Sen      | 2 - 0    | Kevin Cordón    | 21-8  | 22-20 |       |
| 27 juliol | 16:30h | Jonatan Christie | 2 - 1    | Julien Carraggi | 18-21 | 21-11 | 21-16 |
| 29 juliol | 14:00h | Jonatan Christie | Retirat  | Kevin Cordón    |       |       |       |
| 29 juliol | 14:00h | Lakshya Sen      | 2 - 0    | Julien Carraggi | 21-19 | 21-14 |       |
| 31 juliol | 10:10h | Jonatan Christie | 0 - 2    | Lakshya Sen     | 18-21 | 12-21 |       |
| 31 juliol | 14:00h | Kevin Cordón     | Retirat  | Julien Carraggi |       |       |       |

### Grup M
| Posició | Jugador       | J | G | P | SF | SC | DS | PF | PC | DP  | Punts |
| ------- | ------------- | - | - | - | -- | -- | -- | -- | -- | --- | ----- |
| 1       | Loh Kean Yew  | 2 | 2 | 0 | 4  | 0  | +4 | 84 | 52 | +32 | 2     |
| 2       | Jan Louda     | 2 | 1 | 1 | 2  | 2  | 0  | 65 | 64 | +1  | 1     |
| 3       | Uriel Canjura | 2 | 0 | 2 | 0  | 4  | -4 | 51 | 84 | -33 | 0     |

| Data      | Hora   | Jugador 1     | Resultat | Jugador 2     | Set 1 | Set 2 | Set 3 |
| --------- | ------ | ------------- | -------- | ------------- | ----- | ----- | ----- |
| 28 juliol | 20:20h | Loh Kean Yew  | 2 - 0    | Jan Louda     | 21-13 | 21-10 |       |
| 30 juliol | 19:30h | Uriel Canjura | 0 - 2    | Jan Louda     | 12-21 | 10-21 |       |
| 31 juliol | 20:20  | Loh Kean Yew  | 2 - 0    | Uriel Canjura | 21-13 | 21-16 |       |

### Grup N
| Posició | Jugador                  | J | G | P | SF | SC | DS | PF | PC | DP  | Punts |
| ------- | ------------------------ | - | - | - | -- | -- | -- | -- | -- | --- | ----- |
| 1       | Li Shifeng               | 2 | 2 | 0 | 4  | 0  | +4 | 84 | 60 | +24 | 2     |
| 2       | Tobias Künzi             | 2 | 1 | 1 | 2  | 2  | 0  | 69 | 76 | -7  | 1     |
| 3       | Anuoluwapo Juwon Opeyori | 2 | 0 | 2 | 0  | 4  | -4 | 68 | 85 | -17 | 0     |

| Data      | Hora   | Jugador 1                | Resultat | Jugador 2                | Set 1 | Set 2 | Set 3 |
| --------- | ------ | ------------------------ | -------- | ------------------------ | ----- | ----- | ----- |
| 28 juliol | 11:00h | Li Shifeng               | 2 - 0    | Tobias Künzi             | 21-13 | 21-13 |       |
| 30 juliol | 19:30h | Anuoluwapo Juwon Opeyori | 0 - 2    | Tobias Künzi             | 20-22 | 14-21 |       |
| 31 juliol | 20:20h | Li Shifeng               | 2 - 0    | Anuoluwapo Juwon Opeyori | 21-17 | 21-17 |       |

### Grup P
| Posició | Jugador         | J | G | P | SF | SC | DS | PF  | PC  | DP  | Punts |
| ------- | --------------- | - | - | - | -- | -- | -- | --- | --- | --- | ----- |
| 1       | Viktor Axelsen  | 3 | 3 | 0 | 6  | 0  | +6 | 126 | 57  | +69 | 3     |
| 2       | Nhat Nguyen     | 3 | 2 | 1 | 4  | 3  | +1 | 126 | 105 | +21 | 2     |
| 3       | Misha Zilberman | 3 | 1 | 2 | 3  | 4  | -1 | 113 | 125 | -12 | 1     |
| 4       | Prince Dahal    | 3 | 0 | 3 | 0  | 6  | -6 | 48  | 126 | -78 | 0     |

| Data      | Hora   | Jugador 1       | Resultat | Jugador 2       | Set 1 | Set 2 | Set 3 |
| --------- | ------ | --------------- | -------- | --------------- | ----- | ----- | ----- |
| 27 juliol | 21:10h | Nhat Nguyen     | 2 - 1    | Misha Zilberman | 21-17 | 19-21 | 21-13 |
| 27 juliol | 21:10h | Viktor Axelsen  | 2 - 0    | Prince Dahal    | 21-8  | 21-6  |       |
| 29 juliol | 21:10h | Nhat Nguyen     | 2 - 0    | Prince Dahal    | 21-7  | 21-5  |       |
| 29 juliol | 22:00h | Viktor Axelsen  | 2 - 0    | Misha Zilberman | 21-9  | 21-11 |       |
| 31 juliol | 9:20   | Misha Zilberman | 2 - 0    | Prince Dahal    | 21-12 | 21-10 |       |
| 31 juliol | 9:20   | Viktor Axelsen  | 2 - 0    | Nhat Nguyen     | 21-13 | 21-10 |       |

## Eliminatòries
|  | Vuitens de final    | Vuitens de final    |                     |   | Quarts de final | Quarts de final |              |              | Semifinals | Semifinals |  |  | Final | Final |
|  |                     |                     |                     |   |                 |                 |              |              |            |            |  |  |       |       |
|  |                     |                     |                     |   |                 |                 |              |              |            |            |  |  |       |       |
|  |                     |                     |                     |   |                 |                 |              |              |            |            |  |  |       |       |
|  |                     |                     |                     |   |                 |                 |              |              |            |            |  |  |       |       |
|  | 2 agost 2024 18:45h |                     |                     |   |                 |                 |              |              |            |            |  |  |       |       |
|  |                     |                     |                     |   |                 |                 |              |              |            |            |  |  |       |       |
|  | Shi Yuqi            | 0                   |                     |   |                 |                 |              |              |            |            |  |  |       |       |
|  | Shi Yuqi            | 0                   | 1 agost 2024 9:40h  |   |                 |                 |              |              |            |            |  |  |       |       |
|  |                     | Kunlavut Vitidsarn  | 2                   |   |                 |                 |              |              |            |            |  |  |       |       |
|  | Kunlavut Vitidsarn  | Kunlavut Vitidsarn  | 2                   | 2 |                 |                 |              |              |            |            |  |  |       |       |
|  | Kunlavut Vitidsarn  |                     | 4 agost 2024 10:50h | 2 |                 |                 |              |              |            |            |  |  |       |       |
|  | Kenta Nishimoto     | 1                   |                     |   |                 |                 |              |              |            |            |  |  |       |       |
|  | Kenta Nishimoto     | 1                   | Kunlavut Vitidsarn  | 2 |                 |                 |              |              |            |            |  |  |       |       |
|  |                     |                     | Kunlavut Vitidsarn  | 2 |                 |                 |              |              |            |            |  |  |       |       |
|  |                     | Lee Zii Jia         | 0                   |   |                 |                 |              |              |            |            |  |  |       |       |
|  |                     | Lee Zii Jia         | 0                   |   |                 |                 |              |              |            |            |  |  |       |       |
|  | 2 agost 2024 19:55h |                     |                     |   |                 |                 |              |              |            |            |  |  |       |       |
|  |                     |                     |                     |   |                 |                 |              |              |            |            |  |  |       |       |
|  | Anders Antonsen     | 0                   |                     |   |                 |                 |              |              |            |            |  |  |       |       |
|  | Anders Antonsen     | 0                   | 1 agost 2024 14:10h |   |                 |                 |              |              |            |            |  |  |       |       |
|  |                     | Lee Zii Jia         | 2                   |   |                 |                 |              |              |            |            |  |  |       |       |
|  | Lee Zii Jia         | Lee Zii Jia         | 2                   | 2 |                 |                 |              |              |            |            |  |  |       |       |
|  | Lee Zii Jia         |                     | 5 agost 2024        | 2 |                 |                 |              |              |            |            |  |  |       |       |
|  | Toma Junior Popov   | 0                   |                     |   |                 |                 |              |              |            |            |  |  |       |       |
|  | Toma Junior Popov   | 0                   | Kunlavut Vitidsarn  | 0 |                 |                 |              |              |            |            |  |  |       |       |
|  | 1 agost 2024 9:40h  |                     | Kunlavut Vitidsarn  | 0 |                 |                 |              |              |            |            |  |  |       |       |
|  |                     | Viktor Axelsen      | 2                   |   |                 |                 |              |              |            |            |  |  |       |       |
|  | Chou Tien-chen      | Viktor Axelsen      | 2                   | 2 |                 |                 |              |              |            |            |  |  |       |       |
|  | Chou Tien-chen      | 2 agost 2024 17:35h |                     | 2 |                 |                 |              |              |            |            |  |  |       |       |
|  | Kodai Naraoka       | 0                   |                     |   |                 |                 |              |              |            |            |  |  |       |       |
|  | Kodai Naraoka       | 0                   | Chou Tien-chen      | 1 |                 |                 |              |              |            |            |  |  |       |       |
|  | 1 agost 2024 14:10h |                     | Chou Tien-chen      | 1 |                 |                 |              |              |            |            |  |  |       |       |
|  |                     | Lakshya Sen         | 2                   |   |                 |                 |              |              |            |            |  |  |       |       |
|  | Prannoy H.S.        | Lakshya Sen         | 2                   | 0 |                 |                 |              |              |            |            |  |  |       |       |
|  | Prannoy H.S.        |                     | 4 agost 2024 12:00h | 0 |                 |                 |              |              |            |            |  |  |       |       |
|  | Lakshya Sen         | 2                   |                     |   |                 |                 |              |              |            |            |  |  |       |       |
|  | Lakshya Sen         | 2                   | Lakshya Sen         | 0 |                 |                 |              |              |            |            |  |  |       |       |
|  | 1 agost 2024 15:20h |                     | Lakshya Sen         | 0 |                 |                 |              |              |            |            |  |  |       |       |
|  |                     | Viktor Axelsen      | 2                   |   | Tercer lloc     | Tercer lloc     |              |              |            |            |  |  |       |       |
|  | Loh Kean Yew        | Viktor Axelsen      | 2                   | 2 | Tercer lloc     | Tercer lloc     |              |              |            |            |  |  |       |       |
|  | Loh Kean Yew        | 2 agost 2024 21:05h | 2 agost 2024 21:05h | 2 |                 |                 | 5 agost 2024 | 5 agost 2024 |            |            |  |  |       |       |
|  | Li Shifeng          | 2 agost 2024 21:05h | 2 agost 2024 21:05h | 0 |                 |                 | 5 agost 2024 | 5 agost 2024 |            |            |  |  |       |       |
|  | Li Shifeng          | Loh Kean Yew        | 0                   | 0 | Lee Zii Jia     | 2               |              |              |            |            |  |  |       |       |
|  |                     |                     | 0                   |   | Lee Zii Jia     | 2               |              |              |            |            |  |  |       |       |
|  |                     | Viktor Axelsen      | 2                   |   | Lakshya Sen     | 1               |              |              |            |            |  |  |       |       |
|  |                     | Viktor Axelsen      | 2                   |   | Lakshya Sen     | 1               |              |              |            |            |  |  |       |       |
|  |                     |                     |                     |   |                 |                 |              |              |            |            |  |  |       |       |
|  |                     |                     |                     |   |                 |                 |              |              |            |            |  |  |       |       |
|  |                     |                     |                     |   |                 |                 |              |              |            |            |  |  |       |       |

## Medaller històric
| Posicio | País          | Or | Argent | Bronze | Total |
| ------- | ------------- | -- | ------ | ------ | ----- |
| 1       | Xina          | 4  | 2      | 3      | 9     |
| 3       | Dinamarca     | 3  | 0      | 2      | 5     |
| 2       | Indonèsia     | 2  | 2      | 3      | 7     |
| 4       | Malàisia      | 0  | 3      | 2      | 5     |
| 5       | Corea del Sud | 0  | 1      | 0      | 1     |
| 5       | Tailàndia     | 0  | 1      | 0      | 1     |